# William Llewelyn Davies
Sir William Llewelyn Davies (nacido William Davies) (11 de octubre de 1887 - 11 de noviembre de 1952) fue un profesor, curador y bibliotecario galés que ejerció la presidencia de la Biblioteca Nacional de Gales desde 1930 hasta su muerte.

## Biografía
Davies nació el 11 de octubre de 1887 en las inmediaciones de Pwllheli, en Caernarfonshire, al norte de Gales. Cursó sus estudios en Porthmadog y luego se desempeñó como maestro de escuela en Penrhyndeudraeth, cargo que dejó para matricularse en el Colegio Universitario de Gales en Aberystwyth. Tras su graduación, enseñó en varias localidades de Gales y en el Colegio Universitario de Cardiff (futura Universidad de Cardiff). Se alistó en la Royal Garrison Artillery durante la Primera Guerra Mundial y luego trabajó como oficial en el Servicio de Educación de la Armada. En 1919 fue nombrado primer ayudante de bibliotecario de la Biblioteca Nacional de Gales en Aberystwyth, bajo la supervisión de John Ballinger. Davies sucedió a Ballinger tras su jubilación en 1930 y continuó al frente de la Biblioteca Nacional hasta su muerte el 11 de noviembre de 1952.
Durante su etapa como presidente de la institución, Davies trabajó para recopilar y conservar varios manuscritos y materiales galeses que estaban en manos de particulares o que formaban parte de otras colecciones. Llegó a adquirir aproximadamente 3,3 millones de documentos (la Biblioteca solo contaba con 200.000 documentos cuando fue nombrado presidente). Sus años de servicio en la Biblioteca Nacional fueron reconocidos con la concesión del título de caballero en 1944 y con un doctorado honoris causa por la Universidad de Gales en 1951.